# Huballi
Hubballi (abans Hebli o Hubli, kannada ಹುಬ್ಬಳ್ಳಿ) és una ciutat de Karnataka, Índia, que junt amb la ciutat veïna de Dharwad, forma una conurbació que és la segona de Karnataka després de Bangalore. Està a uns 15 km al sus-est de Dharwad i és el centre comercial i de negocis del nord de Karnataka. El seu nom anterior fou canviat a la forma kannada en el 50è aniversari de l'estat el 1997 i vol dir flor d'enramadera (hu =flor, balli = enramadera). Segons el cens del 2001 la població de la Corporació Municipal Hubli-Dharwad era de 786.000 habitants però actualment (2009) es creu que ha superat àmpliament el milió i estaria a l'entorn del milió dos-cents mil. La població en censos antics era: el 1872 de 37.961 habitants, el 1881 de 36.677, el 1891 de 52.595, i el 1901 de 60.214.

## Història
Portava el nom de Rayara Hubli o Eleya Puravada Halli o Purballi i destacava per tenir un temple anomenat Bhavani Shankara i una capella jainista. Sota el regne de Vijayanagar fou un centre comercial de cotó i ferro; va passar als adilshàhides i els britànics hi van obrir una factoria que fou atacada pel maratha Sivaji el 1673. Després va passar a mans dels mogols i governada per Savanur Nawab que va reconstruir la vila; els marathes la van ocupar el 1748 i fou concedida pel peshwa Balaji Rao a un sardar (noble), ancestre; al cap de poc va passar a Haidar Ali de Mysore.
El 1790 els marathes la van recuperar i es van establir dos governs separats un per la vella ciutat i un per la nova. La vella Hubli fou ocupada pels britànics el 1817 i Thomas Munro va donar al sardar propietari les viles de Kurdapur i Talva (1818) per serveis a favor dels britànics. La nova Hubli fou cedida pel Sangli Patwardhan el 1820 en lloc del tribut. El 15 d'agost de 1855 es va establir la municipalitat. El 1962 es va formar la corporació municipal Hubli-Dharwad tot i la distància considerable entre les dues ciutats, amb una superfície de 181.66 km² i incloent 45 pobles.

## Llocs interessants
- Dins la vella Hubli destaquen el temple Bhavanishankar i el Chandramauleshwara o Chaturlinga, dels temps dels chalukyes, i el temple Siddharudhaswamy; altres temples són el Moorusavira Matha, Rudrakshi Matha i Hanneradu Yattina Matha.

- L'edifici Asar fou construït el 1646 i avui serveix de palau de justicia. Se supsoa que guarda dos cabells de la barba del Profeta; les dones no hi poden entrar.

- El turó de Nrupatunga, al nord-est permet veure una panoràmica des de Amargol al nord a l'aeroport, a l'oest, i fins al sud.

- Llac Unkal a 3 km

- Casa de Vidre, un palau de vidre modern.

- Temple Banashankari a Amargol

- Hi ha algun monument interessant a pobles de la rodalia: Annigeri, Kundgol, Saundatti, Bankapura, Dandeli, Tamboor, Kalghatgi, Mundgod, Aminbhavi i Yellapur.